# Баузендорф
Баузендорф (нем. Bausendorf) — община в Германии, в земле Рейнланд-Пфальц. 
Входит в состав района Бернкастель-Витлих. Подчиняется управлению Крёф-Баузендорф.  Население составляет 1288 человек (на 31 декабря 2010 года). Занимает площадь 11,86 км².